# Melica teneriffae
Melica teneriffae är en gräsart som beskrevs av Eduard Hackel och Christ. Melica teneriffae ingår i släktet slokar, och familjen gräs. Inga underarter finns listade i Catalogue of Life.

## Bildgalleri

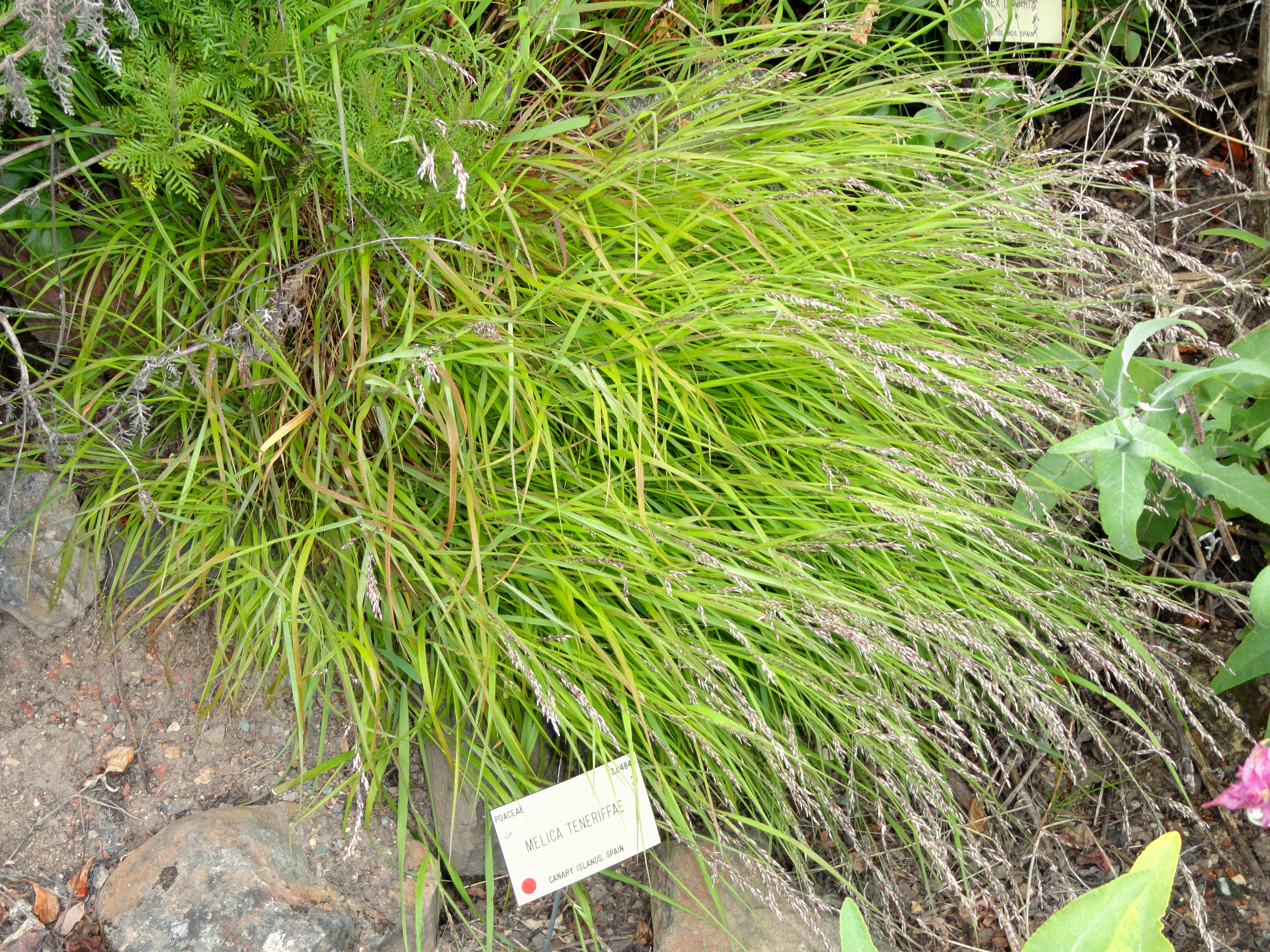